# El cóndor pasa (brano musicale)
El cóndor pasa è una composizione musicale tratta dalla zarzuela omonima del compositore peruviano Daniel Alomía Robles, scritta nel 1913 e basata sulla tradizionale musica andina.

## Versione di Simon & Garfunkel
Nel 1970 il duo statunitense Simon & Garfunkel ha pubblicato il singolo El cóndor pasa (If I Could), basato sull'orchestrazione di Daniel Alomía Robles, con testo in lingua inglese scritto da Paul Simon e arrangiamenti di Jorge Milchberg. 
Il brano venne estratto dall'album Bridge over Troubled Water. All'epoca il duo ottenne il diritto di incidere la canzone tramite il gruppo Los Incas, che ne eseguì a sua volta una cover.

### Tracce singolo
7" vinile
1. El cóndor pasa (If I Could)
2. Why Don't You Write Me

## Altre versioni
Altre versioni del brano sono state eseguite o registrate da Karel Gott (1970), Paul Mauriat (1971), Esther Ofarim (1972), DJ Sammy (2002), Andy Williams (1970), Yma Sumac (1959), Gigliola Cinquetti, Paul Desmond e Raul Di Blasio. Leo Rojas eseguita al flauto di Pan (2012)